# 拉艾贝勒丰
拉艾贝勒丰（法語：La Haye-Bellefond，法語發音：[la ɛ bɛlfɔ̃]）是法国芒什省的一个市镇，属于圣洛区。

## 地理
拉艾贝勒丰（48°59'1"N, 1°11'3"W）面积2.82 平方千米，位于法国诺曼底大区芒什省，该省份为法国西北部沿海省份，西、北、东北三面环大西洋，东起顺时针与卡爾瓦多斯省、奧恩省、马耶讷省和伊勒-维莱讷省接壤。
与拉艾贝勒丰接壤的市镇（或旧市镇、城区）包括：勒吉兰、莫佩尔蒂、穆瓦永维拉日、维勒博东、布尔瓦莱。

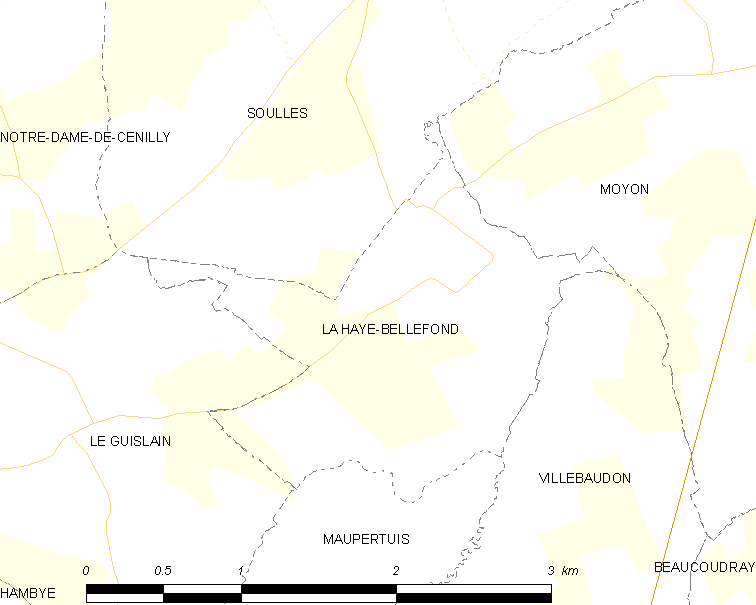
拉艾贝勒丰的OSM定位图

拉艾贝勒丰的时区为UTC+01:00、UTC+02:00（夏令时）。

## 行政
拉艾贝勒丰的邮政编码为50410，INSEE市镇编码为50234。

## 政治
拉艾贝勒丰所属的省级选区为维勒迪约莱普瓦勒-鲁菲尼县。

## 人口

1962-2008年间拉艾贝勒丰人口变化图示

拉艾贝勒丰于2022年1月1日时的人口数量为67人。